# Wiewiórka (województwo podkarpackie)
Wiewiórka – wieś w Polsce, położona w województwie podkarpackim, w powiecie dębickim, w gminie Żyraków. Znajduje się na Płaskowyżu Tarnowskim, w południowej części Kotliny Sandomierskiej. Przepływa przez nią Potok Wiewiórski. Powstała w XIII wieku. W XVI wieku zasiedlono w niej Tatarów wziętych do niewoli przez hetmana Jana Tarnowskiego po bitwie pod Obertynem (1531). Najstarsze znane zapisy nazwy wsi: Weworka (1415), Wyeworka (1419), Wyewyorka (1460), Wyewyorka u Długosza i później tak samo.
| SIMC    | Nazwa        | Rodzaj    |
| ------- | ------------ | --------- |
| 0996169 | Na Dworskiem | część wsi |

W latach 1975–1998 miejscowość należała administracyjnie do województwa tarnowskiego.
Wiewiórka jest siedzibą rzymskokatolickiej parafii św. Maksymiliana Marii Kolbego należącej do dekanatu Dębica Zachód w diecezji tarnowskiej.
W miejscowości zachowały się relikty dawnego założenia obronnego identyfikowanego z dworem, w którym w 1561 roku zmarł hetman wielki koronny Jan Tarnowski, a w 1570 córka jego, Zofia Ostrogska z Tarnowskich, właścicielka Tarnowa.
23 marca 1943 Gestapo z Dębicy pod dowództwem Juliusa Garblera, żandarmeria niemiecka i Bahnschutzpolizei otoczyły wieś. Niemcy zamordowali rodziny Skwirów i Wałęgów, oraz dwoje staruszków. Gospodarstwa zamordowanych zostały spalone. Łącznie hitlerowcy zabili 16 osób.
W Wiewiórce urodzili się:
- Franciszek Mikrut – polski lekkoatleta specjalizujący się w rzucie oszczepem
- Władysław Mikrut – polski lekkoatleta specjalizujący się w rzucie oszczepem
- Aleksander Ostrogski – książę, wojewoda wołyński, wyznawca prawosławia, przeciwnik unii brzeskiej
- Edward Pytko – pilot Wojska Polskiego, symbol indywidualnego protestu przeciwko totalitarnym stosunkom narzuconym wojsku przez władze komunistyczne[11]
- Jan Mikrut – działacz ruchu ludowego[12]

Osoby związane z miejscowością Wiewiórka:
- Zawisza Czarny – polski rycerz, symbol cnót rycerskich, właściciel Wiewiórki w latach 1419–1428[13]
- Jan Tarnowski – polski dowódca wojskowy, hetman wielki koronny
- Zofia Tarnowska – córka hetmana Jana Tarnowskiego
- Leon Świeżawski – polski lekarz, działacz społeczny, literat